# فرناندو لازكانو
فرناندو لازكانو (بالإسبانية: Fernando Lazcano Barros)‏ هو لاعب كرة قدم تشيلي في مركز الوسط، ولد في 10 نوفمبر 1988 في سانتياغو في تشيلي. لعب مع ديبورتيس إيكيكي وهواتشيباتو.

## وصلات خارجية
- فرناندو لازكانو على موقع قاعدة بيانات كرة القدم.إي يو (الإنجليزية)
- فرناندو لازكانو على موقع Soccerway.com (الإنجليزية)
- فرناندو لازكانو على موقع AS.com (الإسبانية)